# دردار كامل
الدردار الكامل (الاسم العلمي:Holoptelea) هو جنس من النباتات يتبع فصيلة الدردارية من رتبة الورديات.

## أنواع الدردار الكامل
- دردار كامل كبير (الاسم العلمي:Holoptelea grandis)
- دردار كامل متكامل الأوراق (الاسم العلمي:Holoptelea integrifolia)